# 新潟無差別級王座
新潟無差別級王座（にいがたむさべつきゅうおうざ）は、新潟プロレスが管理、認定していた王座。

## 歴史
2012年11月25日、新潟プロレスコモタウンプラザ大会で行われた初代王座決定トーナメントに優勝したシマ重野が初代王者になった。
2024年1月20日、新潟ヘビー級王座の創設により封印。

## 歴代王者
| 歴代   | 選手              | 戴冠回数 | 防衛回数 | 獲得日付       | 獲得場所 （対戦相手・その他） |
| ------ | ----------------- | -------- | -------- | -------------- | ----------------------------- |
| 初代   | シマ重野          | 1        | 不明     | 2012年11月25日 | コモタウンプラザ マッチョ害虫 |
| 第2代  | 保坂秀樹          | 1        | 不明     | 不明           | 新潟                          |
| 第3代  | 舞牙              | 1        | 不明     | 不明           | 新潟                          |
| 第4代  | ビッグ・THE・良寛 | 1        | 0        | 2017年10月14日 | 朝日みどりの里多目的ドーム    |
| 第5代  | シマ重野          | 2        | 1        | 2018年4月29日  | 東区プラザ                    |
| 第6代  | グレート小鹿      | 1        | 1        | 2018年8月8日   | 上野恩賜公園野外ステージ      |
| 第7代  | シマ重野          | 3        | 0        | 2019年1月20日  | 黒埼市民会館                  |
| 第8代  | 前田誠            | 1        | 0        | 2019年9月14日  | サントピアワールドガーデン    |
| 第9代  | ビッグ・THE・良寛 | 2        | 0        | 2019年11月24日 | 村上市民ふれあいセンター      |
| 第10代 | 河上隆一          | 1        | 2        | 2020年1月19日  | 西川多目的ホール              |
| 第11代 | シマ重野          | 4        | 0        | 2020年10月24日 | 西川多目的ホール              |
| 第12代 | アブドーラ・小林  | 1        | 3        | 2021年3月13日  | 東区プラザ                    |
| 第13代 | シマ重野          | 5        | 0        | 2021年11月7日  | 新潟市産業振興センター        |
| 第14代 | GAINA             | 1        | 1        | 2022年4月17日  | 神林総合体育館                |
| 第15代 | ビッグ・THE・良寛 | 3        | 2        | 2022年10月22日 | 黒埼市民会館                  |
| 第16代 | 土肥こうじ        | 1        | 1        | 2023年9月16日  | 黒埼市民会館 封印             |